# Kamieńsk (gemeente)
De gemeente Kamieńsk is een stad- en landgemeente in het Poolse woiwodschap Łódź, in powiat Radomszczański.
De zetel van de gemeente is in Kamieńsk.
Op 30 juni 2004 telde de gemeente 6146 inwoners.

## Oppervlakte gegevens
In 2002 bedroeg de totale oppervlakte van gemeente Kamieńsk 95,81 km², waarvan:
- agrarisch gebied: 57%
- bossen: 33%

De gemeente beslaat 6,64% van de totale oppervlakte van de powiat.

## Demografie
Stand op 30 juni 2004:
| Omschrijving                   | Totaal | Totaal | Vrouwen | Vrouwen | Mannen | Mannen |
| ------------------------------ | ------ | ------ | ------- | ------- | ------ | ------ |
| eenheid                        | aantal | %      | aantal  | %       | aantal | %      |
| inwoners                       | 6146   | 100    | 3109    | 50,6    | 3037   | 49,4   |
| bevolkingsdichtheid (inw./km²) | 64,1   | 64,1   | 32,4    | 32,4    | 31,7   | 31,7   |

In 2002 bedroeg het gemiddelde inkomen per inwoner 1565,12 zł.

## Administratieve plaatsen (sołectwo)
Barczkowice, Dąbrowa, Danielów, Stare Gałkowice, Gorzędów, Huta Porajska, Ochocice, Koźniewice, Podjezioro, Pytowice, Szpinalów, Włodzimierz.

## Overige plaatsen
Aleksandrów, Huby Ruszczyńskie, Kolonia Olszowiec, Michałów, Napoleonów, Norbertów, Nowe Gałkowice, Ozga, Ruszczyn, Siódemka.

## Aangrenzende gemeenten
Bełchatów, Dobryszyce, Gomunice, Gorzkowice, Kleszczów, Wola Krzysztoporska, Rozprza